# Gernrode (Eichsfeld)
Gernrode is een gemeente in de Duitse deelstaat Thüringen en behoort tot de Landkreis Eichsfeld. De gemeente maakt deel uit van de Verwaltungsgemeinschaft Eichsfeld-Wipperaue en telt 1.464 inwoners. Gernrode ligt aan beide zijden van de rivier de Wipper.

## Geschiedenis
De plaats is vermoedelijk opgericht tussen de 8e en 12e eeuw. De eerste schriftelijke vermelding van de plaats stamt uit 1267.

## Demografie
Ontwikkeling van het aantal inwoners op 31 december van dat jaar:
| - 1994 - 1.618 - 1995 - 1.610 - 1996 - 1.611 - 1997 - 1.628 | - 1998 - 1.680 - 1999 - 1.697 - 2000 - 1.703 - 2001 - 1.721 | - 2002 - 1.701 - 2003 - 1.691 - 2004 - 1.690 |

Bron: Thüringer Landesamt für Statistik